# 盧熾剛
盧熾剛（英語：Cuson Lo Chi Kong，1972年—），香港廣告插畫師，亦為知名政治漫畫家，活躍於Facebook及instagram。

## 相關事件

### 政治漫畫
Cuson Lo於2009年至2010年政改方案審議期間，在facebook發佈多份政治漫畫，因此廣為網民熟悉。
Cuson Lo是五區總辭的支持者之一，政治立場屬激進派。不過Cuson Lo在報章有陣地以後，有關政治話題的製圖已大幅減少。

### 插画展
2010年12月10-19日在灣仔適安街 Part-of Gallery 跟戴慶賢 （ 英语：beyen dai ） 及李秋明 （ 英语：Chow Lee ） 聯合舉辦“英雄”插画展

### 六四二十三周年前被河蟹
2012年6月1日，多個facebook用戶疑因發佈呼籲網民出席六四燭光晚會被封禁，受影響用戶包括Cuson Lo在內。

### 2014年再度被封帳
2014年6月中旬，中國北京國務院公佈一國兩制白皮書後，他畫了一幅漫畫，諷刺白皮書一出即開宗明義要「滾水煮蛙」，該作品上傳其個人facebook後不久，戶口就被封鎖。直到晚上7時左右，Cuson Lo帳戶解封，並改用真實名字。。

### 遭反同性戀團體盜圖
2016年11月28日，署名「106年520罷免蔡英文聯署中心」的團體於臉書上張貼反同性戀的宣傳圖畫，該圖盜用Cuson Lo所繪、用以諷刺香港教育局局長吳克儉推動國民洗腦教育的漫畫，圖中的吳克儉改成中華民國總統蔡英文、「國民教育」改成「同性戀教育」。Cuson Lo本人對畫作被盜用感到憤怒。

### 與港女老婆Caca宣佈分開
2018年1月29日，在其臉書上公佈與相處十年的太太Caca分開，同時不會再有《我的港女老婆》漫畫連載及書籍出版。

## 外部鏈結
- 盧熾剛的Facebook專頁
- 盧熾剛的Instagram帳戶